# 小倉日新館中学校
小倉日新館中学校（こくらにっしんかんちゅうがっこう）は、福岡県北九州市小倉北区片野新町一丁目にある私立中学校。設置者は学校法人美萩野学園。創立者は権堂義幸。

## 概要
- 毎授業前に黙想の時間を取り入れている。
- 剣道部は1999年（平成11年）、2010年（平成22年）に全国中学校剣道大会に出場。

## 沿革
- 1974年（昭和49年） - 学校法人明経学園が、日新館中学校の設置認可。権堂義幸理事長就任。
- 1975年（昭和50年） - 第1回入学式。
- 1978年（昭和53年） - 校歌制定。
- 1983年（昭和58年） - 小倉日新館中学校と改称。
- 1984年（昭和59年） - 創立10周年記念式典。
- 1994年（平成 6年） - 創立20周年記念式典。
- 1999年（平成11年） - 女子生徒の募集開始。この年より共学化。
- 2004年（平成16年） - 創立30周年記念式典。
- 2008年 (平成20年） - 日新館高等学校 (福岡県)閉校。
- 2010年（平成22年） - 学校法人美萩野学園に設置者を変更。
- 2014年（平成26年） - 創立40周年記念式典。
- 2017年（平成29年） - 権堂竹虎理事長就任

## 交通
- 九州旅客鉄道（JR九州）城野駅徒歩10分

## 系列校
- 飯塚日新館小学校
- 飯塚日新館中学校
- 美萩野女子高等学校
- 常磐高等学校 (福岡県)
- 高稜高等学校

## 周辺
- 小倉競輪場（北九州メディアドーム）
- 北九州市民球場
- 三萩野庭球場
- 北九州中央郵便局
- 北九州市立三郎丸小学校
- 福岡県立小倉聴覚特別支援学校